# Yuri Kuznetsov (futbolista nacido en 1931)
Yuri Kuznetsov (en ruso: Юрий Константинович Кузнецов; Bakú, 2 de agosto de 1931-Moscú, 4 de marzo de 2016) fue un entrenador y jugador de fútbol azerí.

## Selección nacional
Jugó un total de tres partidos con la selección de fútbol de la Unión Soviética. Hizo su debut el 21 de agosto de 1955 en un partido amistoso contra Alemania Occidental que finalizó con un resultado de 3-2 a favor del combinado soviético. Su segundo partido lo jugó contra la India, donde ganó por 11-1 al combinado indio con dos tantos de Kuznetsov. Su tercer y último partido lo disputó contra Hungría y acabó con un marcador de empate a uno y con gol de Kuznetsov.

### Goles internacionales
| # | Fecha                    | Estadio                       | Oponente | Gol  | Resultado | Competición |
| - | ------------------------ | ----------------------------- | -------- | ---- | --------- | ----------- |
| 1 | 16 de septiembre de 1955 | Estadio Dinamo, Moscú, Rusia  | India    | 3–0  | 11-1      | Amistoso    |
| 2 | 16 de septiembre de 1955 | Estadio Dinamo, Moscú, Rusia  | India    | 11–1 | 11-1      | Amistoso    |
| 3 | 25 de septiembre de 1955 | Népstadion, Budapest, Hungría | Hungría  | 0-1  | 1–1       | Amistoso    |

## Clubes

### Como futbolista
| Club             | País       | Año         | Partidos | Goles |
| ---------------- | ---------- | ----------- | -------- | ----- |
| Neftchi Baku PFK | Azerbaiyán | 1952 - 1955 | 71       | 25    |
| FC Dinamo Moscú  | Rusia      | 1955 - 1959 | 23       | 13    |
| Neftchi Baku PFK | Azerbaiyán | 1960 - 1965 | 126      | 26    |

### Como entrenador
| Club             | País       | Año         |
| ---------------- | ---------- | ----------- |
| Gwardia Varsovia | Polonia    | 1970 - 1971 |
| Neftchi Baku PFK | Azerbaiyán | 1988        |